# 1729 Beryl
1729 Beryl eller 1963 SL är en asteroid i huvudbältet, som upptäcktes 19 september 1963 av Indiana Asteroid Program vid Indiana University Bloomington med Goethe Link Observatory. Asteroiden har fått sitt namn efter Beryl H. Potter.
Asteroiden har en diameter på ungefär 9 kilometer.